# Can Boixeda (Santa Maria de Palautordera)
Can Boixeda és una obra eclèctica de Santa Maria de Palautordera (Vallès Oriental) protegida com a Bé Cultural d'Interès Local.

## Descripció
Edifici aïllat de tipologia ciutat jardí. Consta de planta baixa, un pis i unes golfes. La coberta és composta. A la façana principal hi ha un volum que sobresurt d'aquesta i de la coberta. A la façana de llevant hi ha una torre mirador acabada amb una coberta a quatre vessants.

## Història
Aquest edifici es troba al costat de la masia de Can Sala. Aquest és un lloc del primer eixample del poble destinat a habitatge de tipus ciutat jardí. La casa fou construïda per Josep Boxeda.